# Torneo WTA de Tokio 2015
El Japan Women's Open 2015 es un torneo de tenis femenino que se juega en pistas cubiertas duras y es parte de los torneos internacionales WTA de la WTA Tour 2015. Se llevará a cabo en Tokio, Japón, del 14 de septiembre el 20 de septiembre de 2015. El torneo fue movido de Osaka a Tokio a partir de este año.

## Cabezas de serie

### Individual Femenino
| Tenista              | Ranking | Preclasificada |
| Carla Suárez Navarro | 10      | 1              |
| Zarina Diyas         | 35      | 2              |
| Madison Brengle      | 47      | 3              |
| Alison Riske         | 57      | 4              |
| Johanna Larsson      | 58      | 5              |
| Christina McHale     | 59      | 6              |
| Ajla Tomljanović     | 63      | 7              |
| Polona Hercog        | 64      | 8              |

- Ranking del 31 de agosto de 2015

### Dobles femeninos
| Tenista                            | Ranking | Preclasificada |
| Hao-Ching Chan Yung-Jan Chan       | 42      | 1              |
| Chia-Jung Chuang Chen Liang        | 78      | 2              |
| Gabriela Dabrowski Alicja Rosolska | 90      | 3              |
| Xu Yifan Saisai Zheng              | 99      | 4              |

## Campeonas

### Individual femenino
Yanina Wickmayer vencieron a  Magda Linette por 4-6, 6-3, 6-3

### Dobles femenino
Hao-Ching Chan /  Yung-Jan Chan vencieron a  Misaki Doi /  Kurumi Nara por 6-1, 6-2